# تیم ملی والیبال زنان اندونزی
تیم ملی والیبال زنان اندونزی (انگلیسی: Indonesia women's national volleyball team) تیم ملی والیبال مختص زنان اندونزیایی است که به عنوان نماینده اندونزی در رقابت‌های رسمی و دوستانه با حریفان به رقابت می‌پردازند.